# Piazza del Mercato (Napoli)
Piazza del Mercato (in napoletano chiazza d''o Mercato; già Foro Magno, detta comunemente piazza Mercato, chiazza Mercato) è una delle piazze storiche di Napoli, situata nel quartiere Pendino, a pochi passi dal quartiere Mercato.
Confina con piazza del Carmine e con l'attigua basilica del Carmine Maggiore. In questa piazza si svolgono la maggior parte di feste organizzate dalla basilica; alla fine del mese di maggio, si svolgono anche i fuochi con la processione dell'"innalzamento delle bandiere".

## Storia
Oggi è una delle maggiori piazze della città, ma in origine non era altro che uno spiazzo irregolare esterno al perimetro urbano, chiamato Campo del moricino (o muricino) "perché «attaccato» a mura divisorie della cinta muraria cittadina".
Gli Angioini ne fecero un grande centro commerciale cittadino: infatti nel 1270 sotto Carlo I d'Angiò la sede mercatale della città fu spostata dalla piazza di San Lorenzo (cioè piazza San Gaetano, che lo ospitava sin dall'età greco-romana) in una zona extra-moenia, appunto il campo del moricino, che d'ora in poi sarà detto mercato di Sant'Eligio e principalmente foro magno, snodo fondamentale dei traffici provenienti dalle più importanti basi commerciali italiane ed europee e volano dello sviluppo urbanistico della fascia costiera.
Dal 29 ottobre 1268 all'11 settembre 1800 si svolsero, ivi, le esecuzioni capitali: il primo giustiziato fu Corradino di Svevia, l'ultima fu Luisa Sanfelice legata alle vicende che seguirono la soppressione della Repubblica Napoletana del 1799.
La piazza, poi, è particolarmente celebre per essere stata il luogo dove ebbe inizio la rivoluzione di Masaniello, il quale nacque e visse in una casa alle spalle della piazza, dove oggi, in sua memoria, è murata, dal 1997, un'epigrafe che recita le seguenti parole:
| In questo luogo era la casa dove nacque il XXIX giugno MDCXX Tommaso Aniello D'Amalfi e dove dimorava quando fu capitano generale del popolo napoletano |

Nel 1781 le numerose botteghe in legno che costellavano la piazza presero fuoco dopo uno spettacolo pirotecnico. Su volontà di re Ferdinando IV di Borbone si procedette alla realizzazione di un'esedra che lambisse il perimetro della piazza e che desse alle attività commerciali una degna sistemazione. Il progetto fu guidato dall'architetto Francesco Sicuro, il quale realizzò anche la chiesa di Santa Croce e Purgatorio unendo in un solo edificio le preesistenti chiese di Santa Croce e Purgatorio distrutte dall'incendio e inoltre tre fontane che avrebbero decorato la piazza.
I bombardamenti alleati durante la seconda guerra mondiale danneggiarono gravemente la zona portuale e in particolare la piazza e i suoi stretti dintorni. Nel 1958 a sud della piazza fu realizzato il cosiddetto palazzo Ottieri (il più simbolico degli edifici che il costruttore edile Mario Ottieri realizzò negli anni della speculazione edilizia laurina per tutta la città) che si sostituì agli antichi edifici e al corrispondente reticolato viario. L'enorme palazzo si presentò subito come una barriera visiva che la separava dalla vicina piazza del Carmine.
Nondimeno molti commercianti, la forza della piazza e delle strade adiacenti, decisero di spostarsi al di fuori della città in quello che è il CIS di Nola, aperto nel 1986, aumentando un declino cominciato nel dopoguerra. Isolata rispetto alle principali strade della zona, tanto da Corso Umberto I quanto da via Marina nonostante il nuovo tracciato di questa sia effettivamente più vicino alla piazza, è stata a lungo solo un enorme parcheggio a cielo aperto, mentre contro i suoi monumenti si susseguono atti di vandalismo.

## Monumenti e luoghi d'interesse

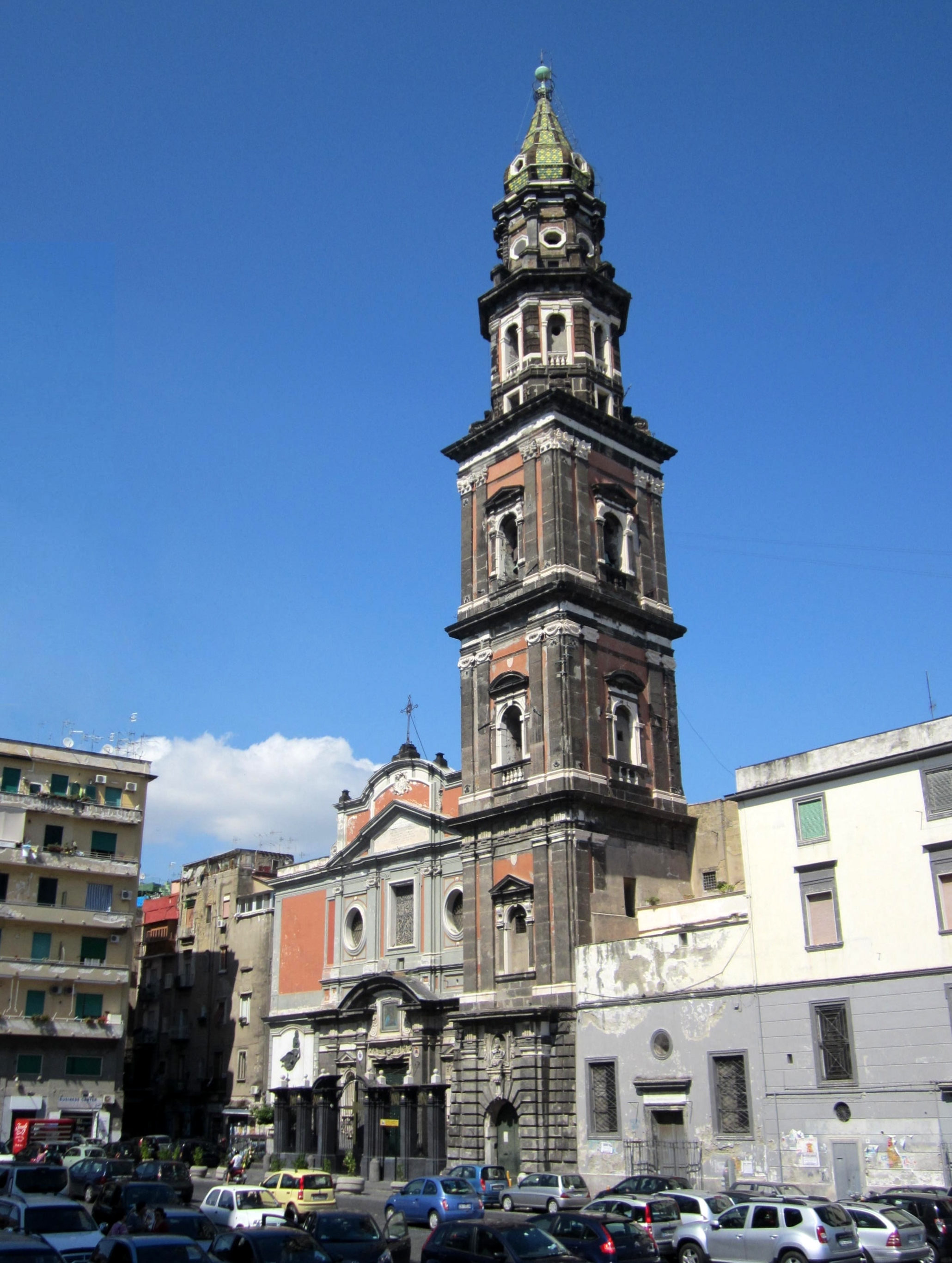
Facciata della basilica del Carmine Maggiore

La piazza è ornata da due settecentesche fontane-obelischi (sul lato est e sul lato ovest), ed è inoltre abbellita dalla presenza al centro dell'esedra settecentesca della chiesa di Santa Croce e Purgatorio al Mercato. Le fontane e la chiesa, nonché l'esedra che contorna la piazza sono di Francesco Sicuro. Sono visibili dalla piazza la chiesa di Sant'Eligio Maggiore e la basilica santuario di Santa Maria del Carmine Maggiore.
In piazza vi erano altre tre fontane. Una era la fontana dei Delfini, dalla quale si crede che Masaniello arringasse la folla. Il monumento fu acquistato nel 1812 dal comune di Cerreto Sannita nella cui piazza principale è oggi ospitato.
La seconda fontana fu eretta nel 1653 sotto il viceregno del conte di Ognatte, Iñigo Vélez de Guevara. Progettata da Cosimo Fanzago, era detta fontana maggiore ed era collocata sul lato destro della piazza. Fu restaurata da Francesco Sicuro nel 1788. Oggi non è più esistente.
La terza fontana è la fontana dei Leoni, la terza fontana che Sicuro realizzò nella piazza. Dagli anni trenta del XX secolo è visibile nei giardini del Molosiglio.

## La riqualificazione
Un tentativo di riqualificazione fu avanzato dalla giunta guidata da Rosa Russo Iervolino che durante il suo mandato ha manifestato la volontà di abbattere il palazzo Ottieri. La demolizione intende restituire alla piazza la sua forma originaria e avviare un processo di riqualificazione, ma l'opposizione di alcuni abitanti dello stabile non ha ancora consentito di avviare i lavori.
Negli stessi anni si è avuta la chiusura al traffico di via Sant'Eligio con riqualificazione della strada e abbassamento del livello stradale al livello della chiesa di Sant'Eligio Maggiore. Inoltre, nel dicembre 2006 è stato costituito il consorzio "Antiche Botteghe Tessili" con lo scopo di organizzare la partecipazione degli operatori economici alle iniziative di riqualificazione e valorizzazione dell'area di piazza Mercato a Napoli.
La riappropriazione del territorio da parte delle istituzioni e i finanziamenti destinati alla riqualificazione dell'area negli ultimi anni, con la liberazione della parte centrale della piazza dalle macchine, e gli sporadici eventi tenutisi nella piazza, hanno riacceso le speranze di ridare fascino e valore turistico a un luogo che è da considerare tra i più importanti della città per valore storico ed artistico, benché il degrado socio-culturale rimanga elevato.